# شارون وحماتي
شارون وحماتي هي رواية للكاتبة الفلسطينية سعاد العامري نشرت عام 2007 عن دار الأداب في بيروت، نشرت في 280 صفحة، تدور أحداث الرواية حول يوميات الإجتياح الإسرائيلي لمدينة رام الله عام 2002 وتستعرض الحياة في ظل الاحتلال مع التركيز على حماتها.

## ملخلص الرواية
تتحدث الرواية عن مذكرات الكاتبة سعاد العامري في فترتين الأولى منذ قدومها إلى فلسطين، وصولاً إلى مذكرات إجتياح رام الله عام 2002، وعن حماة تبلغ من العمر 92 عامًا تأتي لتعيش مع البطلة وتتصرف بالطريقة التي تتصرف بها الحموات.